# Un vrai gentleman
Pour plus de détails, voir Fiche technique et Distribution.
Un vrai gentleman (No Ordinary Man) est un documentaire canadien, réalisé par Aisling Chin-Yee et Chase Joynt, et écrit par Aisling Chin-Yee et Amos Mac. Le film dresse le portrait de Billy Tipton, un musicien de jazz dont la transidentité a été rendue publique après sa mort,.
Sorti en septembre 2020, le film a relativement peu souffert des conséquences de la pandémie de Covid-19. En effet, les images ayant pour la plupart déjà été tournées lorsque les membres de l'équipe ont dû s'isoler les uns des autres, celle-ci n'a eu d'impact que sur les étapes de montage et de post-production, lesquelles pouvaient être réalisées à distance.
La première du film a lieu lors du Festival international du film de Toronto 2020. Par la suite projeté à l'Inside Out Film and Video Festival 2020, il remporte alors le prix du meilleur film canadien.